# Cec Edey
Cecil Edey (sinh ngày 12 tháng 3 năm 1965) là một cầu thủ bóng đá người Anh đã giải nghệ thi đấu ở vị trí hậu vệ cho Macclesfield Town ở Football League.